# باولو أوليفيرا
باولو أندريه رودريغيز دي أوليفيرا (بالبرتغالية: Paulo André Rodrigues de Oliveira‏) هو لاعب كرة قدم برتغالي ولد في يوم 8 يناير 1992 في مدينة فيلا نوفا دي فاميليكاو في البرتغال، يلعب حالياً مع سبورتينغ لشبونة وسبق له اللعب مع نادي فيتوريا دي غيماريش ونادي بينافيل، كما بدأ باللعب مع منتخب البرتغال لكرة القدم في سنة 2015.

## وصلات خارجية
- باولو أوليفيرا على موقع الاتحاد الأوربي (الإنجليزية)
- باولو أوليفيرا على موقع قاعدة بيانات كرة القدم.إي يو (الإنجليزية)
- باولو أوليفيرا على موقع ناشيونال فوتبول تيمز (الإنجليزية)
- باولو أوليفيرا على موقع Soccerway.com (الإنجليزية)
- باولو أوليفيرا على موقع عالم كرة القدم.نت (الإنجليزية)
- باولو أوليفيرا على موقع كووورة
- باولو أوليفيرا على موقع AS.com (الإسبانية)

- باولو أولفييرا على موقع سوكرواي
- باولو أولفييرا على موقع فوتبول بوز